# Château de La Roche (Saint-Priest-la-Roche)
El castillo de La Roche (en francés: Château de La Roche) es un château francés que se encuentra en el lago Villerest, en la localidad de Saint-Priest-la-Roche (departamento de Loire) a unos 20 km de Roanne.

## Historia

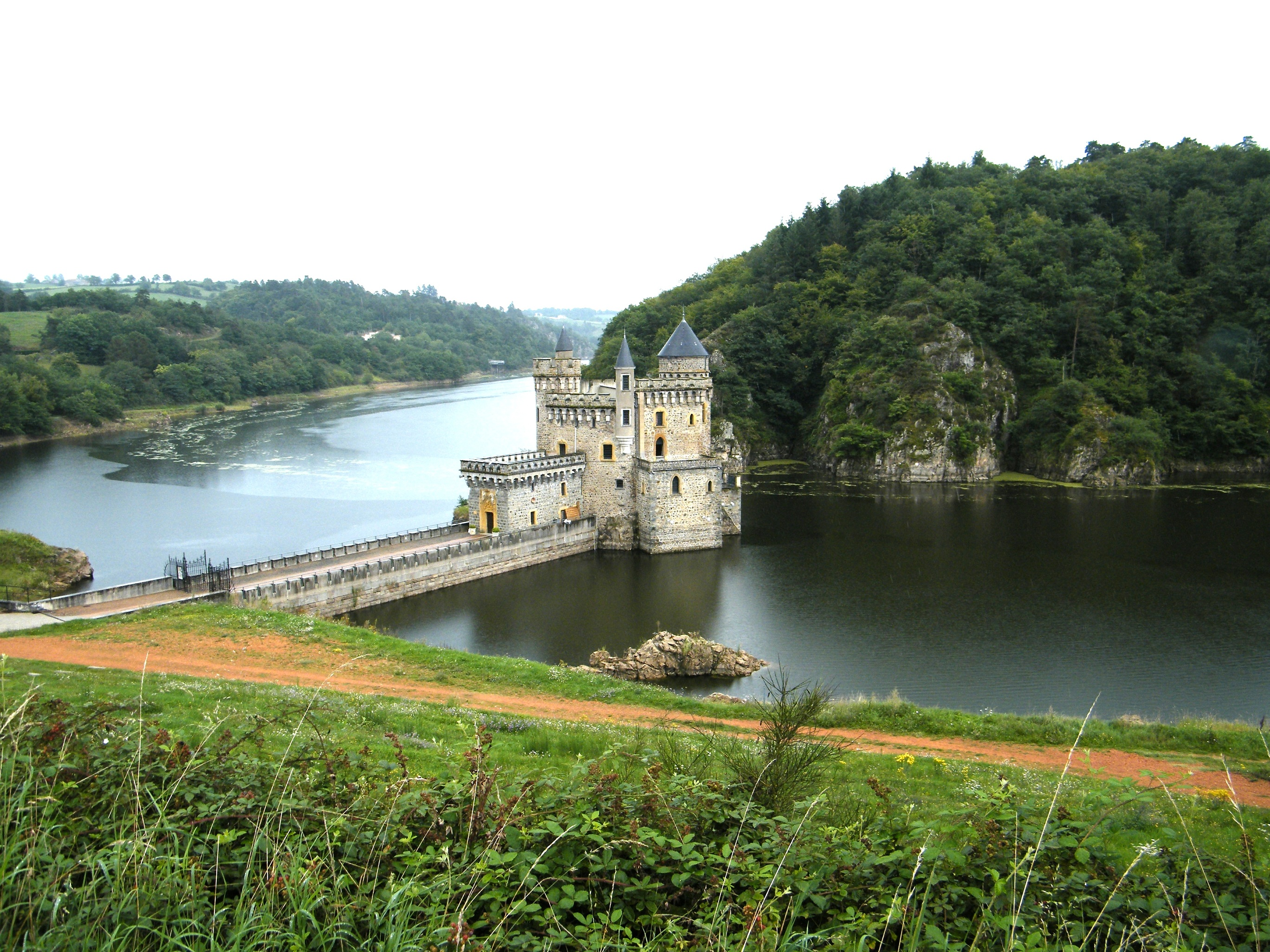
El castillo desde el noroeste

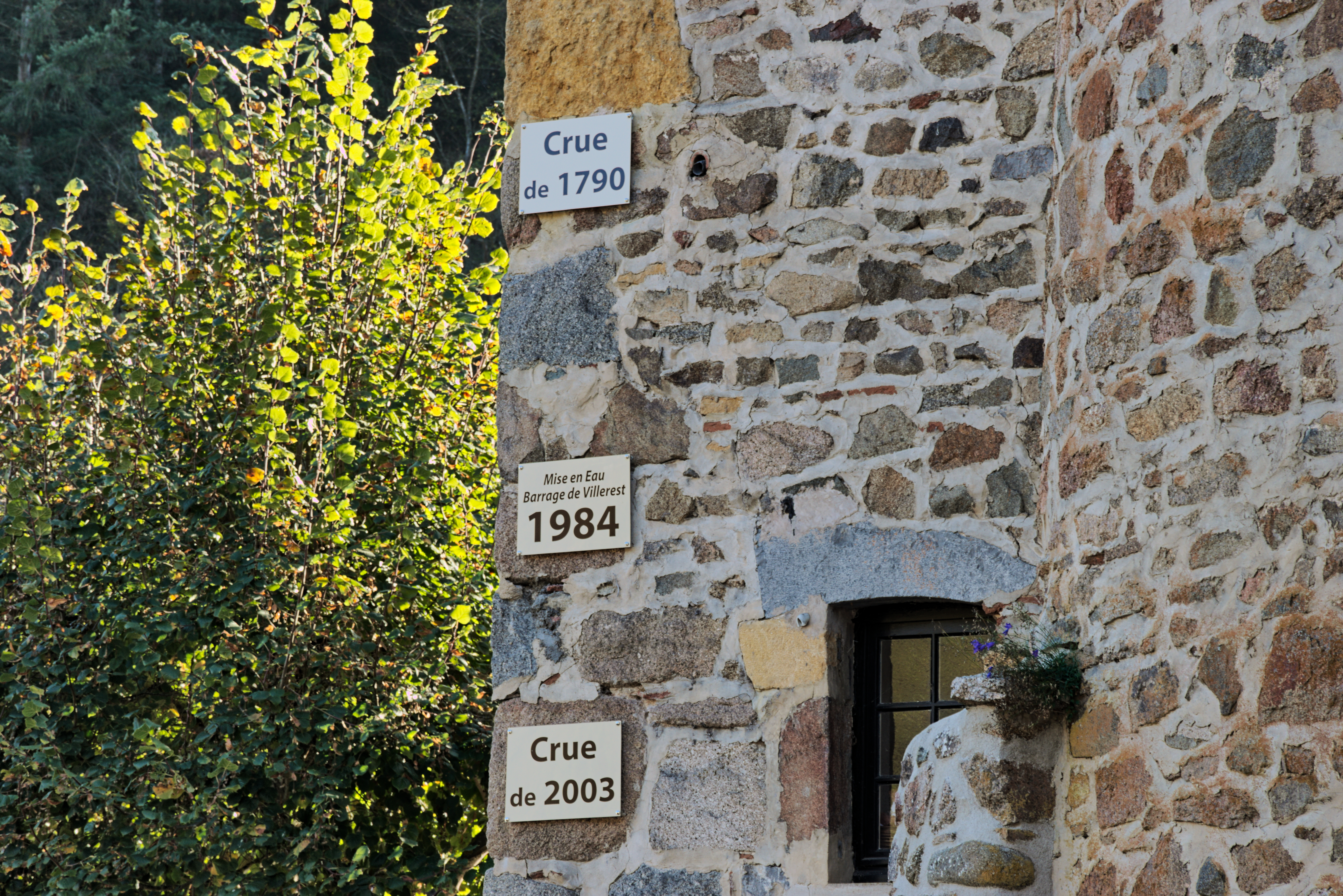
Los niveles de las crecidas del Loira

Los primeros escritos sobre el castillo datan de 1260. Fue construido en un espolón rocoso sobre el río Loira a más de 40 m. Esta fortificación aseguraba un punto de observación y de peaje para la frontera del condado de Forez. Pero este edificio tenía más posibilidades de sufrir las inundaciones del Loira que de un ataque enemigo. 
En el siglo XVII, a fuerza de las inundaciones repetidas, el castillo perdió sus atractivos, pareciendo cada vez más una casa fortificada para convertirse en una ruina unos siglos más tarde. A principios de la década de 1900, un industrial de Roanne compró el castillo y lo restauró en el estilo gótico, para convertirlo en su segundas residencia. 
En la década de 1930, el proyecto de construcción de la presa de Villerest por EDF condenó al castillo a desaparecer bajo el agua. EDF lo adquirió en 1965, pero el castillo se deterioró rápidamente tras muchos pillajes. Finalmente, fue recomprado en 1993 por un franco simbólico por la comuna de Saint-Priest. 
Cuando la presa se puso en servicio en abril de 1984, el castillo fue el único edificio salvado por el agua. Ahora está ubicado en una isla. En 1996, el castillo fue completamente restaurado y el nivel del agua de la presa se revisó a la baja para permitir el acceso al castillo durante todo el año. 
La regulación del curso del Loira no impide, sin embargo, que el castillo quede en ocasiones inundado: también se vio afectado por las inundaciones en 2003 y 2008.

## Galería de imágenes

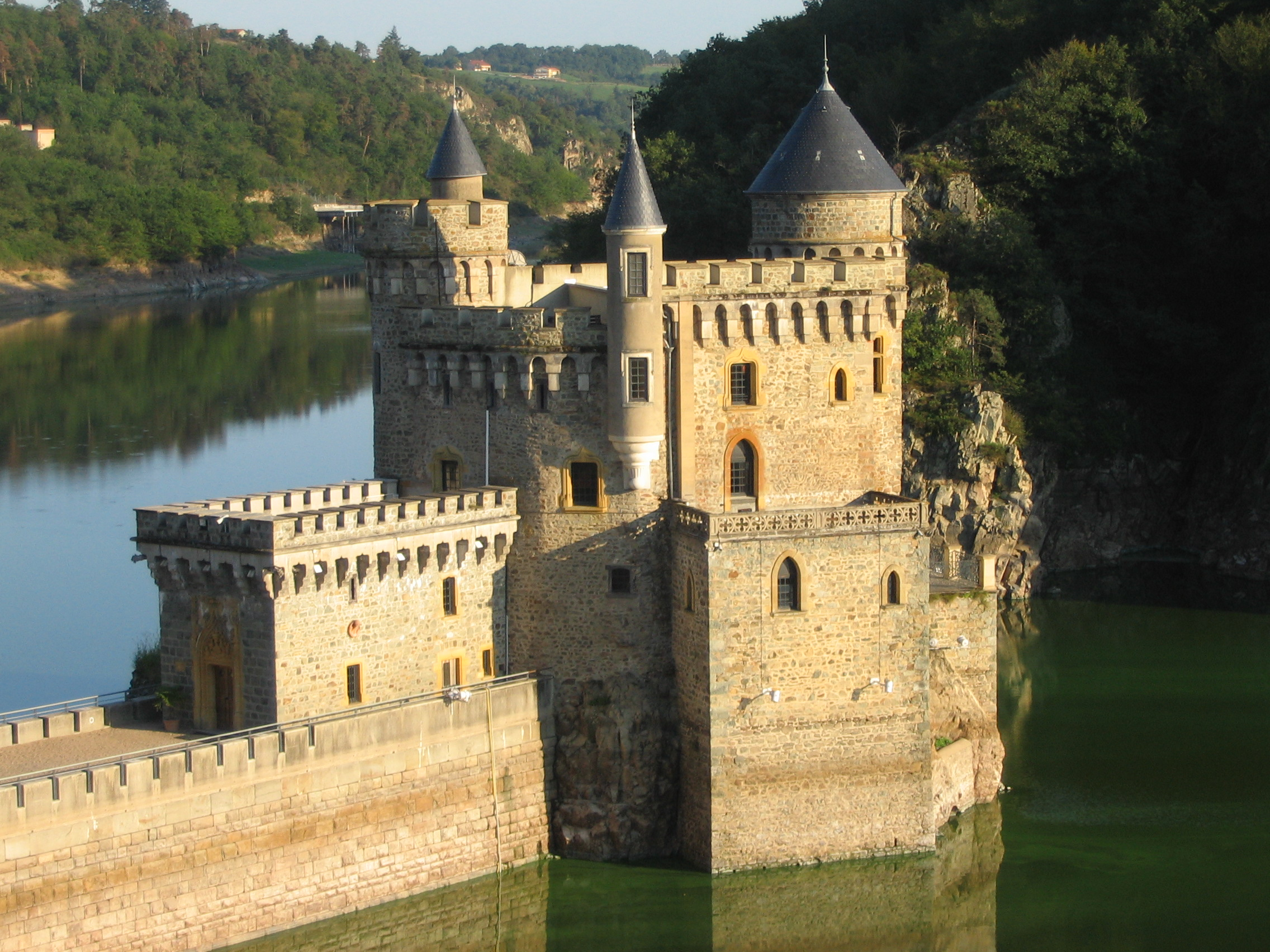
Vista al llegar sobre el château
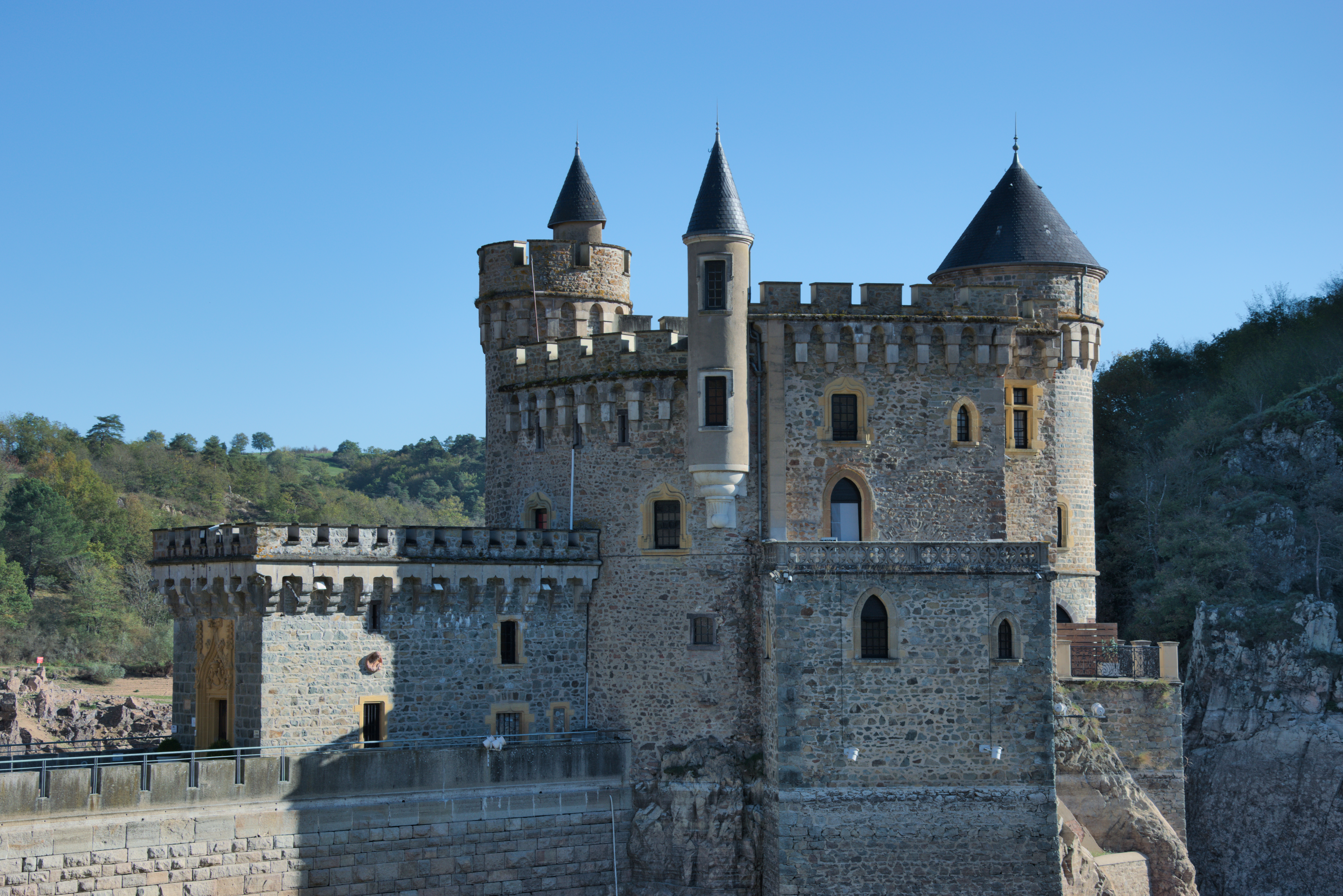
El château de la Roche
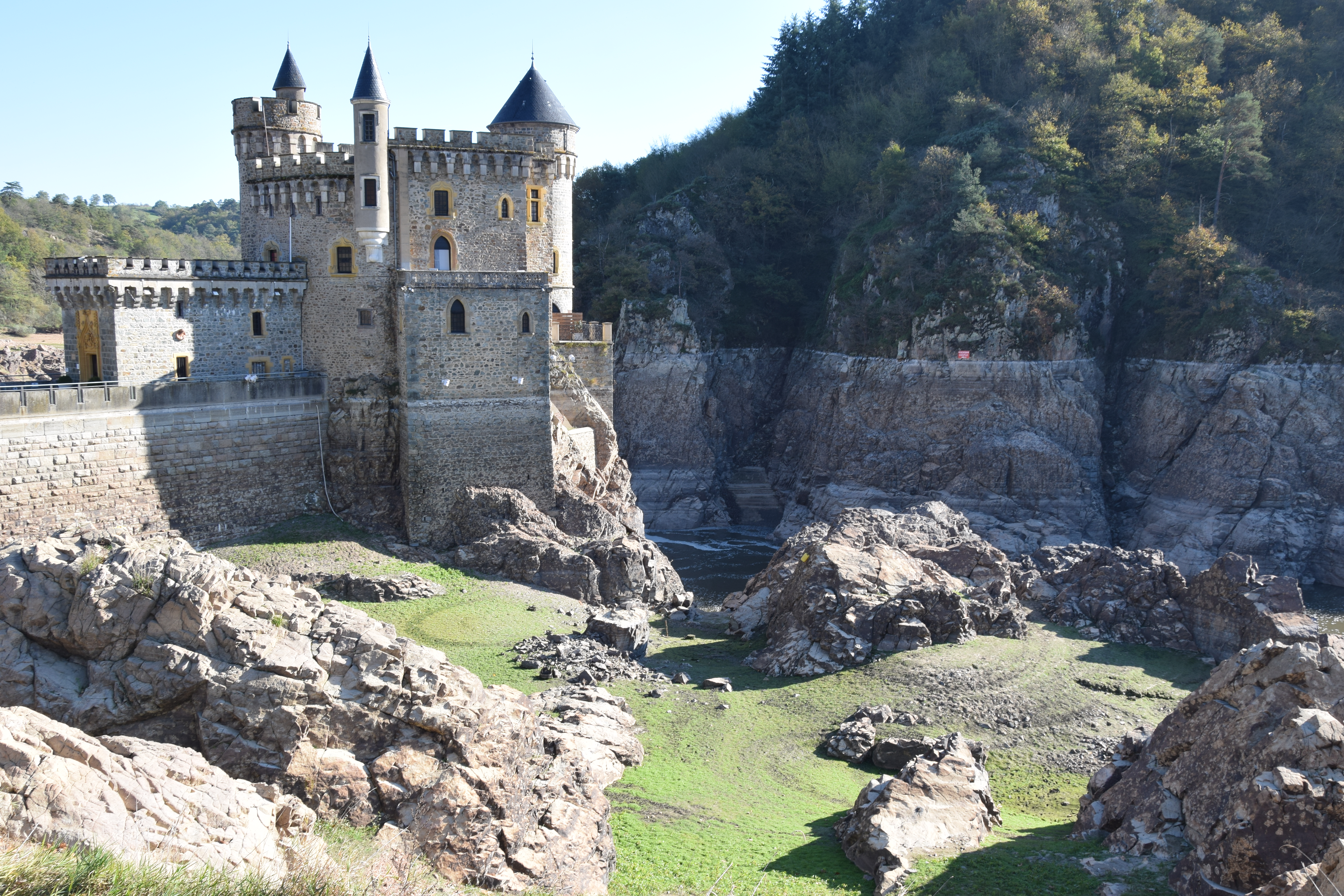
Estiaje severo del Loira (otoño de 2017)
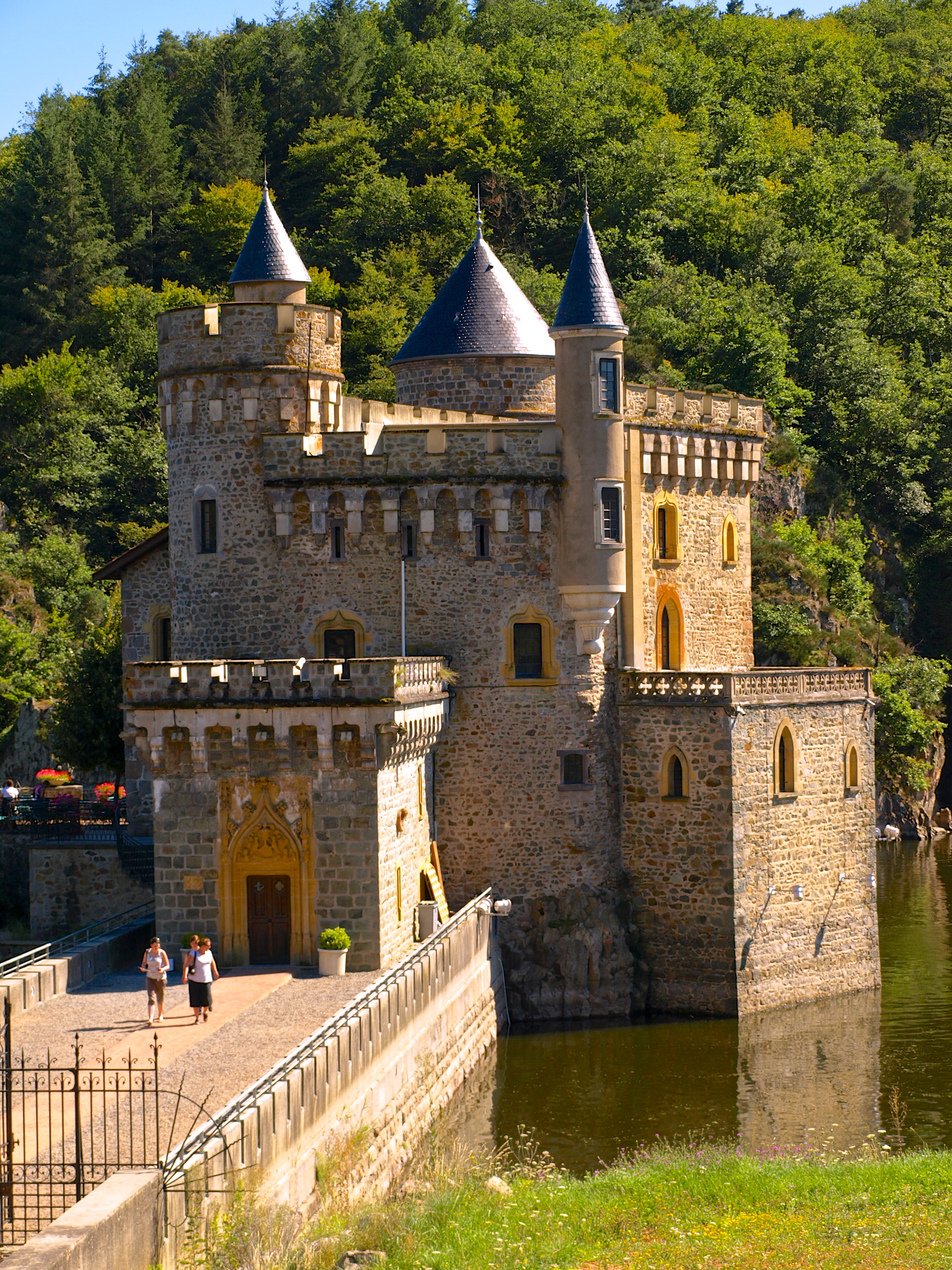
Vista desde el acceso